# Balzac y la joven costurera china
Balzac y la joven costurera china es una novela escrita por Dai Sijie,. Se trata de un relato autobiográfico donde se ven reflejadas diferentes situaciones de la vida del autor. 

## Sinopsis
La novela trata sobre dos adolescentes durante la revolución cultural china: Luo, descrito como "un genio para la narración de cuentos", y el narrador sin nombre, "un buen músico". Se les asigna la reeducación a través del trabajo y son enviados a una montaña llamada "Fénix del Cielo", cerca del Tíbet, para trabajar en las minas de carbón y con el cultivo del arroz, porque sus padres médicos han sido declarados enemigos del estado por el gobierno. Los dos chicos se enamoran de la joven costurera, hija del sastre local y "la belleza reinante de la región". Los residentes del pequeño pueblo agrícola están encantados con las historias que los dos adolescentes explican de la literatura y las películas clásicas que han visto. Incluso se les excusa del trabajo durante unos días para ver películas en una ciudad cercana y posteriormente relatar la historia a los ciudadanos, a través de un proceso conocido como "cine oral".
Luo y el narrador conocen a Cuatro-ojos, hijo de un poeta, que también está siendo reeducado. Aunque está teniendo éxito con la reeducación, también esconde un conjunto secreto de novelas extranjeras prohibidas por la ley china. Los chicos convencen Cuatro-ojos para que les deje en préstamo el libro Ursule Mirouët de Honoré de Balzac. Tras quedarse toda la noche leyendo el libro, Luo da el libro al narrador y abandona el pueblo para contar la historia a la joven costurera. Luo vuelve llevando hojas de un árbol cerca de donde él y la joven costurera habían mantenido relaciones sexuales.
El jefe del pueblo, que acaba de tener una cirugía dental infructuosa, amenaza con arrestar a Luo y al narrador por haber llevado ideas prohibidas de El conde de Montecristo si no le encuentran una solución a sus problemas dentales. La pareja encuentra una solución y giran el taladro "lentamente ... para castigarlo".  Más tarde, el jefe de pueblo permite que Luo vuelva a casa para cuidar de su madre enferma. Mientras Luo se va, la joven costurera entera de que está embarazada, lo que confía al narrador. Sin embargo, dado que la sociedad revolucionaria no permite tener hijos fuera del matrimonio, y ella y Luo son demasiado jóvenes, el narrador concierta un aborto secreto para ella. Luo vuelve al pueblo tres meses después de este imprevisto.
La joven costurera se entera del mundo exterior leyendo los libros extranjeros con la ayuda de Luo. Finalmente abandona la montaña y todo lo que tenía sin despedirse para empezar una nueva vida en la ciudad. Luo se embriaga e incinera todos los libros extranjeros "en un frenesí", terminando la novela.